# Omphiscola glabra
Omphiscola glabra je druh sladkovodního měkkýše z čeledi plovatkovitých (Lymnaeidae).

## Popis
Ulita O. glabra je pravotočivá, poměrně úzká, věžovitě-válečková o výšce 9–12 mm a šířce 3–4 mm. Dle jiných autorů může dosahovat výšky 15 až 20 mm. Ulita dospělých jedinců mívá do 8 závitů, jež na sebe pozvolna a rovnoměrně nasedají. Otvor ulity je malý, odpovídá 1/3 velikosti ulity. Juvenilní jedinci O. glabra se podobají juvenilním plžům Galba truncatula a Stagnicola sp.

## Rozšíření
Jedná se o palearktický druh. Vyskytuje se převážně v Západní Evropě a Skandinávii. Nálezy druhu pocházejí z Norska, Švédska, Dánska, Německa, Anglie a Skotska, Nizozemí, Francie a Španělska. V České republice se tento druh nevyskytuje.

## Ekologie

### Biotop
O. glabra obývá převážně mělké, stojaté vody s nízkým obsahem živin; nejčastěji drobné tůně, vodní příkopy, periodické mokřady a bažiny. Vzácněji se druh vyskytuje i v menších rybnících.

### Mezihostitel motolic
Podobně jako ostatní plovatkovití plži může i O. glabra figurovat jako mezihostitel některých motolic. Pouze juvenilní plži (o velikosti 1–4 mm) jsou vnímaví k infekci. Dospělí jedinci jsou přirozeně rezistentní. Na území Francie je druh vnímavý k infekci motolicemi Fasciola hepatica (motolice jaterní), Paramphistomum daubneyi a Haplometra cylindracea. Při experimentální infekci byl pozorován rovněž kompletní larvální vývoj motolice Fascioloides magna.